# Меткалф-Линденбургер, Дороти
До́роти Мари́ «Дотти» Метка́лф-Линденбу́ргер (англ. Dorothy Marie «Dottie» Metcalf-Lindenburger; род. 1975) — астронавт НАСА. Совершила один космический полёт на шаттле STS-131 (2010, «Дискавери»), учитель.

## Личные данные и образование

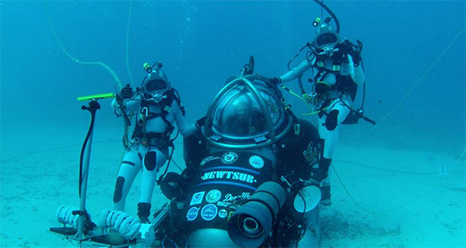
На тренировке, Дороти слева.

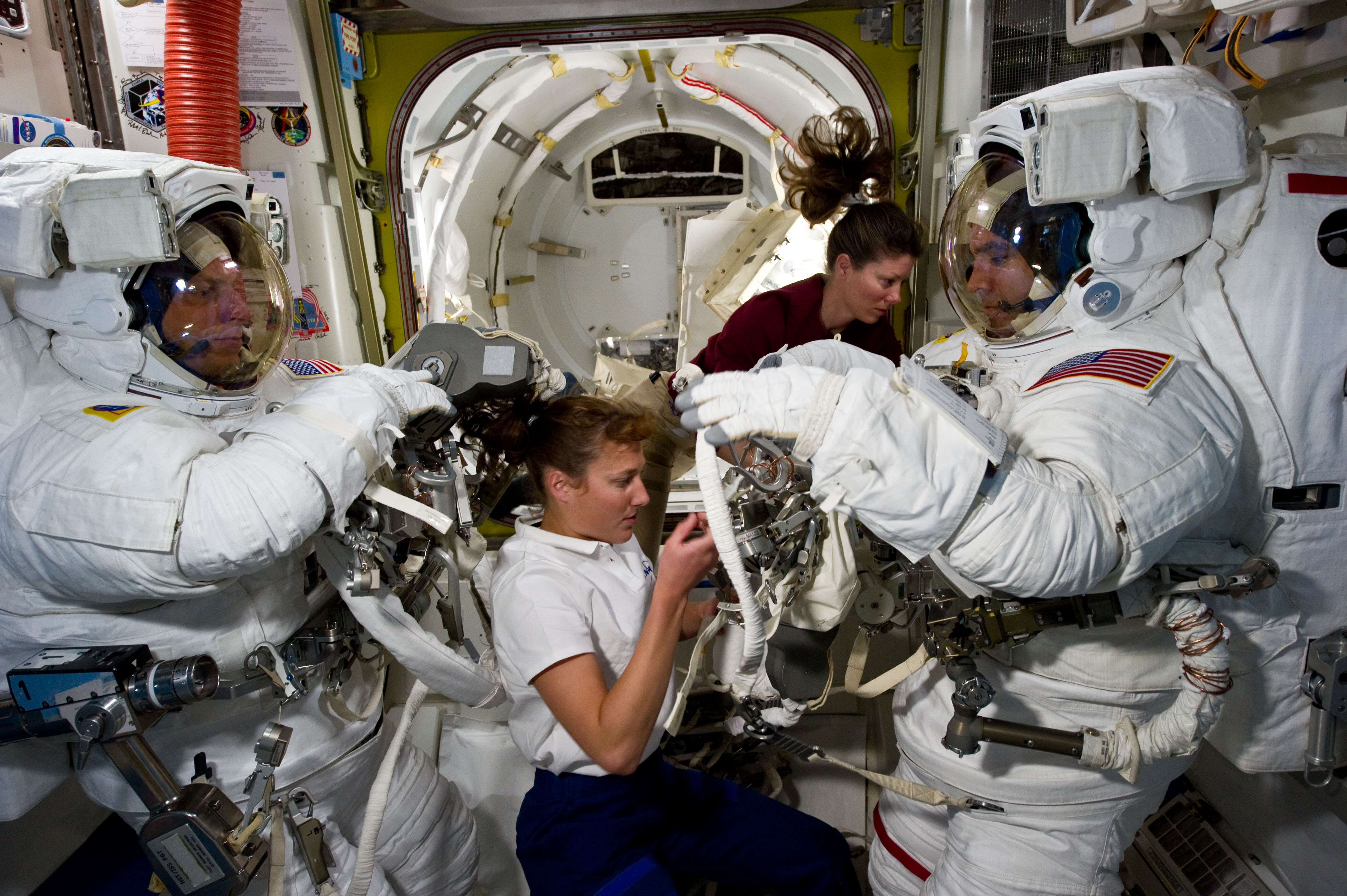
Дороти (в центре) помогает коллегам.

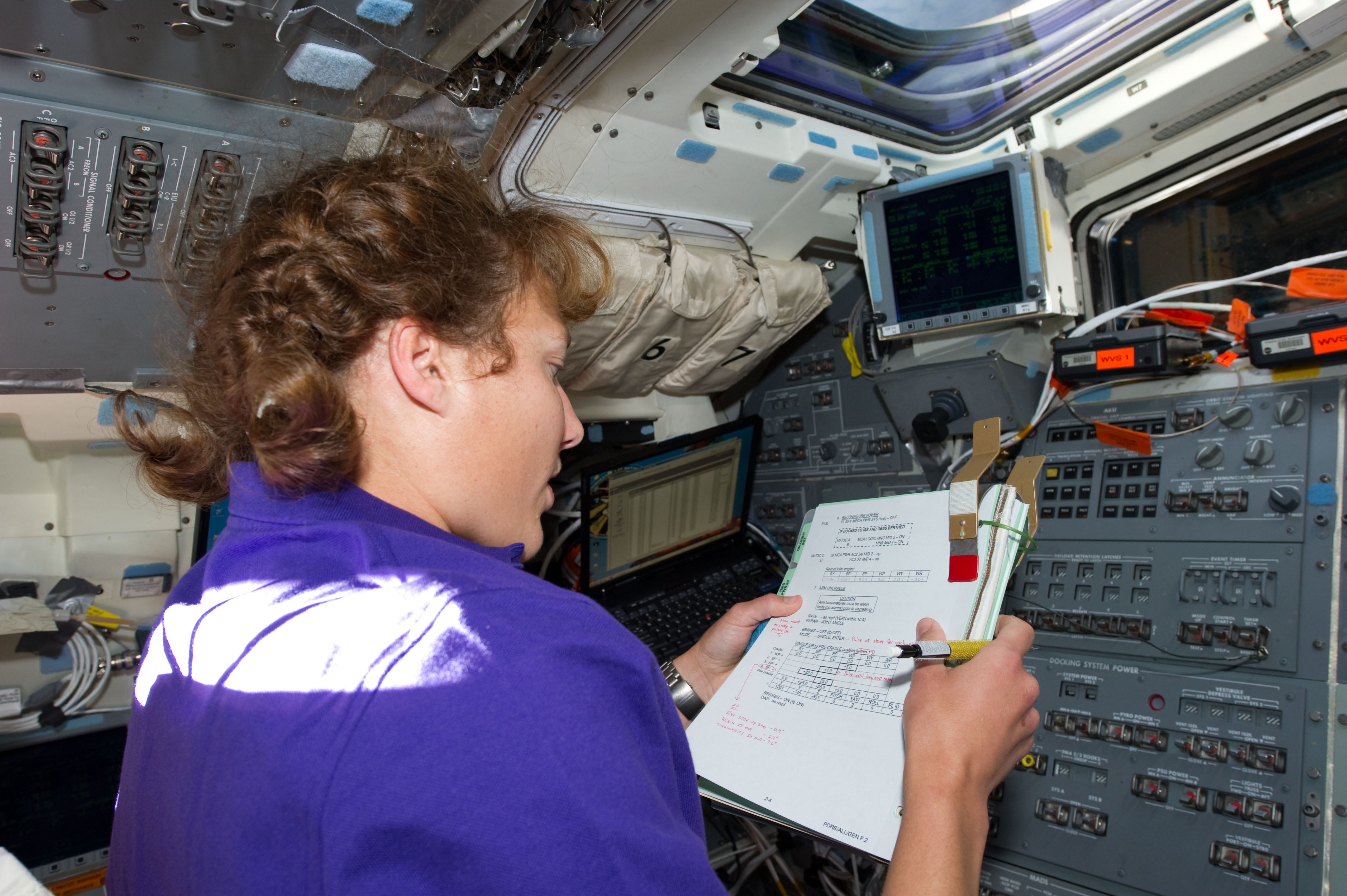
Дороти, в кормовой части шаттла, второй день полёта.

Дороти Меткалф-Линденбургер родилась 15 мая 1975 года в городе Колорадо-Спрингс, штат Колорадо. В 1993 году окончила среднюю школу в городе Форт-Коллинз, штат Колорадо. В 1997 году получила степень бакалавра (с отличием) в области геологии в Колледже Уитмана, в городе Уолла-Уолла, штат Вашингтон. В 1999 году получила сертификацию учителя в Центральном университете Вашингтона.
В 2000 году вышла замуж за Джейсона Меткалф-Линденбургера, являясь учителем в седьмых классах. Увлечения: марафон, походы, рисование, пение, игра на музыкальных инструментах.

## До НАСА
Работала учительницей в средней школе в Ванкувере, штат Вашингтон.

## Подготовка к космическим полётам
В мае 2004 года, в рамках программы «Преподаватель астронавт», на неё пал выбор НАСА в качестве кандидата в астронавты. Подготовка астронавтов-кандидатов заключалась в многочисленных лекциях и семинарах, научных и технических брифингах, интенсивное обучение по устройству Шаттлов и Международной космической станции (МКС), физиологическая подготовка, полёты на самолётах T-38 Talon, приземление и приводнение, и обучение выживанию в пустыне. Успешно завершив эту подготовку в феврале 2006 года, стала «специалист полёта — преподаватель».

## Полёты в космос
- Первый полёт — STS-131[4], шаттл «Дискавери». C 5 по 20 апреля 2010 года, в качестве «специалист полёта — преподаватель», она стала первым преподавателем в космосе. Цель полёта: доставка научного оборудования в транспортном модуле «Леонардо». Это седьмой полёт модуля «Леонардо» к Международной космической станции (МКС). В модуле «Леонардо» упакованы новые спальные места для членов экипажа МКС, продукты и одежда для экипажа МКС, новая лабораторная морозильная камера, спортивный тренажёр, запасные части для системы регенерации воды, экспериментальное оборудование и стойки с расходными материалами. В «Леонардо» также находится специальное ограждение, которое должно быть смонтировано в модуле «Дестини», предназначенного для создания эффекта тёмной комнаты, для улучшения условий наблюдения и фотографирования Земли. В модуле «Леонардо» размещены полезные грузы общим весом около 8,5 тонн. В грузовом отсеке шаттла также помещён бак для аммиака, который астронавтам предстоит установить на станции и включить его в систему охлаждения. Общий вес оборудования и материалов, доставленных на станцию, составляет более 10 тонн. Продолжительность полёта составила 15 суток 2 часа 47 минут[5]. До полета Ли Со Ён была самой молодой (по дате рождения) из слетавших в космос.

Общая продолжительность полётов в космос — 15 дней 2 часа 47 минут.

## После полётов
В 2007 году её имя внесено в Зал славы астронавтов. В июне 2012 года приняла участие в миссии НАСА по операциям в экстремальной окружающей среде (NEEMO 16). Уволилась из НАСА 13 июня 2014 года.

## Награды и премии
Награждена: Медаль «За космический полёт» (2010) и многие другие.